# Ferdinand II. Tirolski
Nadvojvoda Ferdinand II. Tirolski (tudi Ferdinand II. Avstrijski) iz habsburške rodbine je vladal na Tirolskem in v Prednji Avstriji, * 14. junij 1529, Linz; † 24. januar 1595.
Ferdinand je bil drugi sin cesarja Ferdinanda I. in brat cesarja Maksimilijana II. Po očetovi smrti je leta 1564 dobil Tirolsko in Prednjo Avstrijo (Predarlska, Breisgau, Burgau ...).